# Varronia buddlejoides
Varronia buddlejoides är en strävbladig växtart som först beskrevs av Henry Hurd Rusby, och fick sitt nu gällande namn av J.S.Mill. Varronia buddlejoides ingår i släktet Varronia och familjen strävbladiga växter. Inga underarter finns listade i Catalogue of Life.